# Tylostigma filiforme
Tylostigma filiforme är en orkidéart som beskrevs av Joseph Marie Henry Alfred Perrier de la Bâthie. Tylostigma filiforme ingår i släktet Tylostigma och familjen orkidéer.

## Underarter
Arten delas in i följande underarter:
- T. f. bursiferum
- T. f. filiforme